# Säfter
Säfter war ein deutsches Volumen- und Getreidemaß in Wetzlar und war die Hälfte der Metze.
- Korn, allg. 1 Säfter = 621,03 Pariser Kubikzoll = 8,352 Liter
- 1 Achtel (Wetzlarer Korn-) = 8 Kornmetzen = 16 Säfter = 64 Mäßchen = 6736,43 Pariser Kubikzoll = 133,626 Liter
- Hafer 1 Säfter = 470,776 Pariser Kubikzoll = 9,338 Liter
- 1 Achtel (Wetzlarer Hafer-) = 8 Hafermetzen = 16 Säfter = 72 Mäßchen = 7532,42 Pariser Kubikzoll = 149,416 Liter